# ابن عذاری
العباس أحمد ابن عذاری المراکشی‎ (زادهٔ ۱ ژانویهٔ ۱۳۰۰) که در اواخر قرن سیزدهم و اوایل قرن چهاردهم میلادی می‌زیست نویسندهٔ کتاب مهم قرون وسطایی البیان المغربی است که تاریخ مغرب عربی و شبه‌جزیره ایبری بوده و در ۱۳۱۲ نوشته شده‌است.
در خصوص زندگی این نویسنده که متولد و ساکن مراکش بود چیز زیادی معلوم نیست. تاریخ مغرب و ایبری او به‌طور گسترده در میان محققین امروزی به خاطر دربرداشتن اطلاعات ذیقیمتی که در جاهای دیگر یافت نمی‌شود اهمیت بالایی دارد.